# Tsukamurella inchonensis
Tsukamurella inchonensis es una bacteria grampositiva del género Tsukamurella. Fue descrita en el año 1995. Su etimología hace referencia a la región de Sinchon, en Corea del Sur. Es aerobia. En Löwenstein-Jensen crecen colonias entre marrón y anaranjado, rugosas. Temperatura de crecimiento entre 24-45 °C. Se aisló a partir de varios hemocultivos de un paciente con bacteriemia tras ingestión de ácido hidroclórico y de un tejido pulmonar de un paciente con un tumor necrótico en el pulmón. En el primer caso, la vía de entrada posiblemente fue mediante un catéter tras varios días de hospitalización del paciente.

## Clínica
Después de su descripción, se ha aislado en más casos de infección en el torrente sanguíneo mediante catéter, tanto en un paciente inmunodeprimido, en un niño con linfoma de Hodgkin y en un paciente con embolismo séptico pulmonar.

## Beneficios
Hay estudios que han mostrado que esta especie tiene efecto inmunoterapéutico en el desarrollo de hiperplasia miointimal en ratas y en diabetes mellitus tipo 2 también en ratas. Además, algunos estudios sugieren que su uso en la alimentación de truchas arcoíris (Oncorhynchus mykiss) y de pollos tiene un beneficio en su crecimiento, sistema inmunitario y estructura intestinal.

## Hábitat
Existen unos pocos aislamientos ambientales de esta especie, principalmente en aguas.